# Now My Heart Is Full
Now My Heart Is Full è un brano del cantante inglese Morrissey.
Pubblicato anche come singolo il 23 agosto del 1994 dalla Sire/Reprise, per il solo mercato americano, il brano è contenuto anche nell'album Vauxhall and I.

## Realizzazione
"Questa canzone è stata l'espressione definitiva del mio cambiamento verso l'età adulta, della mia maturità. E, ad essere onesti, sono stato molto felice di poter cantare questo testo, di aver raggiunto questo stato. Dopo questa canzone posso perfettamente andare in pensione: ho chiuso il cerchio." (Morrissey intervistato da Les Inrockuptibles, 1995)
Scritto assieme al chitarrista Boz Boorer e prodotto da Steve Lillywhite, il brano venne registrato nell'estate del 1993 e, tra le b-sides inserite nel singolo c'è anche la cover di Moon River, brano composto da Johnny Mercer e Henry Mancini nel 1961, per la colonna sonora del film Colazione da Tiffany.
Tutti i vari nomi citati nel testo (Dallow, Spicer, Pinkie, Cubitt) sono personaggi del film Brighton Rock, diretto da John Boulting nel 1947 e tratto da un romanzi di Graham Greene. La copertina ritrae una foto di Morrissey realizzata da Jake Walters.

## Tracce
- US CDs

1. Now My Heart Is Full - 4:57
2. Moon River (extended version) - 9:38
3. Jack The Ripper (live at Paris, 22 dicembre 1992) - 4:14

## Formazione
- Morrissey – voce
- Alain Whyte - chitarra
- Boz Boorer – chitarra
- Jonny Bridgwood – basso
- Woodie Taylor– batteria